# 김겨울 (작가)
김겨울(1991년 5월 17일~ )은 대한민국의 유튜브 크리에이터이자 작가, 음악가이다.
고려대에서 심리학과 철학을 전공한 뒤 2015년 그룹 ‘겨울소리'로 데뷔한 싱어송라이터이자, MBC FM의 라디오 북클럽 김겨울입니다 진행자로, 북튜버로 다채로운 활동을 하고 있다.
2017년 1월부터 책을 주제로 하는 유튜브 채널 《겨울서점》을 운영하고 있다.

## 저서
- 《독서의 기쁨》 (초록비책공방) 2018년 1월 ISBN 979-11863583-2-0
- 《활자 안에서 유영하기》 (초록비책공방) 2019년 2월 ISBN 979-11863585-2-8
- 《유튜브로 책 권하는 법》 (유유) 2019년 7월 ISBN 979-11896831-5-3

공저
- 《언유주얼 An Usual 2019.7 (Vol.2 가성비, 네가 좋으면 나도 좋아)》 (anusual) 2019년 6월 ISBN 979-11636408-2-0
- 《언유주얼 An Usual 2019.8 (Vol.3, 준비중ing니다)》 (anusual) 2019년 7월 ISBN 979-11636408-2-0

## 출연
라디오 진행
- MBC 표준FM 《라디오 북클럽》 (2019년 10월 6일 ~ 2024년 3월 31일)[3]

라디오
- 《EBS 북카페》 - 북카페 초대석 김겨울 작가 (2019년 6월 13일)
- 《굿모닝FM 김제동입니다》
  - 여름 휴가 북캉스 특집 '겨울 서점에 가다' with 김겨울 작가 (2019년 7월 14일, 7월 21일])
  - 화요일 3~4부 〈간만에 독서 with 겨울서점〉 (2019년 8월 20일~9월 24일)

팟캐스트
- 《책읽아웃》 오은의 옹기종기 - ‘유튜버’ 김겨울이 읽고 말하는 책
- 《김태훈의 책보다 여행》 - 건반 위의 철학자들

진행
- 네이버 책문화 - 글자로 세상 읽기